# Der amerikanische Freund
Der amerikanische Freund ist ein deutsch-französischer Kriminalfilm von Wim Wenders aus dem Jahr 1977 nach dem Roman Ripley’s Game (1974) von Patricia Highsmith.
Der in Hamburg lebende Rahmenmacher Jonathan Zimmermann, unheilbar an Leukämie erkrankt, lässt sich von einem Kunden, dem freundlichen Amerikaner Tom Ripley, zu zwei gut bezahlten Auftragsmorden überreden, um seiner Familie ein Auskommen zu sichern. Als er ahnt, dass er nur ausgenutzt wird, ist es zu spät – die Konsequenzen ruinieren ihn selbst und seine Familie.

## Handlung
Der US-amerikaner Tom Ripley, der sich in Hamburg niedergelassen hat, verkauft über das Auktionshaus Gantner bislang unbekannte Bilder des als tot geltenden Malers Derwatt. Tatsächlich lebt und malt Derwatt inkognito in New York. Bei den Auktionen werden die Preise künstlich nach oben getrieben. Dem Rahmenmacher Jonathan Zimmermann, dessen Frau Marianne bei Gantner arbeitet, fallen allmähliche Veränderungen in den Blautönen der Derwatt-Bilder auf. Als man Zimmermann und Ripley später einander vorstellt, benimmt sich Zimmermann sehr zugeknöpft und unhöflich. Gantner erklärt das Ripley anschließend mit einer unheilbaren Krankheit Zimmermanns, der nur noch kurze Zeit zu leben habe.
Ripley erhält Besuch von seinem französischen Bekannten Minot, der von Ripley verlangt, ihm einen Außenstehenden für einen Auftragsmord zu besorgen. Ripley sträubt sich zunächst, macht Minot aber mit Zimmermann bekannt, nachdem er diesen mit gezielt gestreuten Gerüchten über eine Verschlimmerung seiner Krankheit verunsichert hat. Minot lockt Zimmermann unter dem Vorwand nach Paris, ihm eine unabhängige Untersuchung im renommierten Krankenhaus American Hospital of Paris zu finanzieren. Mit gefälschten Laborergebnissen und dem Argument, seiner jungen Familie nach seinem Tod eine den Unterhalt sichernde Summe – die Rede ist von 250.000 DM – hinterlassen zu können, gelingt es Minot, Zimmermann zur Ausführung eines Auftragsmordes an einem US-amerikanischen Gangster zu überreden. Zimmermann erschießt den Mann, wie angewiesen, in einer Pariser Métro-Station. Obwohl er sich dabei sehr ungeschickt anstellt, kann er unbehelligt entkommen und nach Hamburg zurückreisen. Marianne vermutet ein Geheimnis hinter der Reise, seine Heimlichtuerei ihr gegenüber macht sie erst recht argwöhnisch.
Minot gelingt es, im Rahmen einer weiteren ärztlichen Untersuchung in München Zimmermann erneut zu einem Auftragsmord zu überreden. Der Mord an einem Mitglied einer mit der Gruppe des ersten Opfers konkurrierenden Bande soll im Trans-Europ-Express ausgeführt werden. Dieses Mal droht die Tat zu scheitern, da erscheint unerwartet Ripley im Zug und hilft Zimmermann, den Auftrag zu Ende zu bringen. Wenig später entdeckt Marianne auf dem gemeinsamen Sparbuch einen Geldeingang von 97.000 DM und stellt ihren Mann zur Rede, der ihr ausweicht. Die Ehe gerät in eine Krise, Marianne verlässt die Wohnung vorübergehend mit dem gemeinsamen Kind.
Minot sucht Zimmermann in Hamburg auf und wirft ihm vor, eine der Gangsterbanden habe ihn als Drahtzieher der Morde enttarnt und einen Sprengstoffanschlag auf ihn verübt. Zimmermann ruft daraufhin Ripley an, der ihn in seine Villa holt, wo sie sich auf den Überfall der Gangster vorbereiten, der noch in derselben Nacht erfolgt. Es gelingt ihnen, alle Angreifer zu überwältigen und zu töten; dabei befreien sie Minot, der von den Gangstern misshandelt wurde. Am Ende dieser Szene stößt Marianne dazu, um Zimmermann nach Hause zu holen. Dieser verfällt in völlige Teilnahmslosigkeit. Ripley gelingt es, Marianne dazu zu überreden, bei der Beseitigung der Leichen mitzuhelfen, indem sie ein zweites Auto fährt.
Ripley fährt das Auto mit den Leichen der Gangster an den Nordseestrand und setzt es in Brand. Als es explodiert, erwacht Zimmermann aus seiner Apathie, er lässt Ripley am Strand stehen und fährt mit Marianne davon. Er wirkt befreit und fährt auf der leeren Küstenstraße übermütig Schlangenlinien, doch kurz darauf wird ihm schwarz vor Augen, und er stirbt am Steuer seines Wagens. Die letzten Bilder zeigen die Protagonisten voneinander isoliert: Marianne lässt Zimmermanns Leichnam in seinem Wagen liegen, Ripley sitzt am Strand, wo er zurückgelassen wurde, und Derwatt läuft allein den West Side Highway in New York entlang.

## Hintergrund

### Produktionsvorbereitung
„Nach dem letzten Film Im Lauf der Zeit, der fast ohne Drehbuch, vor allem aber ohne ‚Geschichte‘ entstanden war, hatte ich Lust, in dem festen Rahmen einer Geschichte zu arbeiten, die jemand anders geschrieben hatte.“ (Wenders)
Schon seit einigen Jahren hatten Wenders die Romane von Patricia Highsmith fasziniert: „Hier entstehen Geschichten aus Ängsten und kleinen Feigheiten und den ganz winzigen Fehlleistungen, die jeder kennt, so gut, daß man sie an sich selbst kaum noch bemerkt. […] Aus einer kleinen und harmlosen Lüge, aus einem angenehmen Selbstbetrug entsteht allmählich eine böse Geschichte, ein Sog, dem man sich nicht entziehen kann, weil man ihn so gut versteht.“
Wenders hatte sich vergebens bemüht, die Filmrechte zu Patricia Highsmiths Romanen Der Schrei der Eule, Das Zittern des Fälschers und Venedig kann sehr kalt sein zu sichern, auf die bereits andere Produktionsfirmen eine Option erworben hatten. Highsmith bot ihm daraufhin bei einem Besuch das noch nicht abgeschlossene Manuskript zu Ripley’s Game an.
Für die Rolle des Tom Ripley versuchte Wenders zunächst John Cassavetes zu gewinnen, der jedoch ablehnte. Cassavetes machte ihn wiederum mit Dennis Hopper bekannt, der die Rolle akzeptierte. Der amerikanische Freund war auch Wenders’ erste Zusammenarbeit mit Bruno Ganz. Lisa Kreuzer, Wenders’ damalige Lebensgefährtin, hatte bereits in seinen Filmen Alice in den Städten, Falsche Bewegung und Im Lauf der Zeit mitgewirkt.
Wenders, bekennender Anhänger der Filme von Nicholas Ray, und dieser lernten einander während der Dreharbeiten kennen. Als Ray das Angebot annahm, den Maler Derwatt zu spielen, schrieb Wenders eigens für ihn das Drehbuch um.
Der amerikanische Freund war Wenders’ erste internationale Koproduktion. Neben der Bavaria Film, Road Movies Filmproduktion, dem WDR und Wenders eigener Produktionsfirma beteiligte sich auch die französische Les Films du Losange (1962 von Eric Rohmer und Barbet Schroeder gegründet) an dem Projekt.

### Film und Romanvorlage
Patricia Highsmiths Roman erschien in Deutschland zunächst unter dem Titel Ripley’s Game oder Regel ohne Ausnahme, wurde aber mit Erscheinen des Films in Ripley’s Game oder Der amerikanische Freund umbenannt. Der Film hält sich relativ eng an die Vorlage; den Schauplatz weiter Teile des Romans, in bzw. nahe der Stadt Fontainebleau südlich von Paris, verlegte Wenders nach Hamburg. Im Roman kommt es zu zwei finalen Konfrontationen zwischen Ripley und Jonathan Trevanny (im Film Zimmermann) und den sie verfolgenden Gangstern, der Film verkürzt diese zu einer. Im Buch wird Trevanny/Zimmermann beim letzten Aufeinandertreffen erschossen, im Film stirbt er augenscheinlich an den Folgen seiner Krankheit. Zudem machte Wenders Gebrauch von einem Motiv aus Highsmiths Roman Ripley Under Ground, in dem ein unbekannter Maler Bilder im Stil des toten Künstlers Derwatt herstellt, die hohe Preise erzielen. Im Film ist es Derwatt selbst, der seinen Tod vorgetäuscht hat, aber weiterhin heimlich aktiv ist.
Die größte Abweichung zur Vorlage betraf den Charakter des Tom Ripley: Im Buch eine Art Wildescher Lebemann, ist dieser im Film ein heimatloser, zerrissener und einsamer Charakter, der an einer Stelle sogar Bob Dylans Lied I Pity the Poor Immigrant singt. Wenders, klagte Highsmith, habe aus Ripley einen Gangster gemacht, und Dennis Hopper entspräche nicht ihrer Vorstellung von der Figur. Dazu Wenders: „Obwohl ich ein großes Vertrauen in die Geschichten von Patricia Highsmith hatte, ist es mir dann aber doch nicht leicht gefallen, mich darin zu bewegen: Alles strebte aus der Geschichte hinaus, vor allem die Figuren, die alle in eine andere Richtung wollten, als in die von der Highsmith vorgezeichnete.“

### Dreharbeiten und Erstaufführung
Die Dreharbeiten fanden vom Oktober 1976 bis März 1977 in Hamburg, München, Paris, New York und an der Nordsee statt. Hoppers Mitwirkung war wegen seines schlechten Gesundheitszustands nach den Dreharbeiten zum Film Apocalypse Now sowie exzessiven Drogenkonsums gefährdet.
Der Film lief im Mai 1977 im Wettbewerb der Internationalen Filmfestspiele von Cannes und startete dann am 24. Juni 1977 in den bundesdeutschen Kinos.

## Analyse

### Männerfreundschaft
Wie schon in seinem vorigen Film Im Lauf der Zeit erzählt Wenders auch hier wieder von einer Männerfreundschaft. Nachdem er zu Beginn des Filmes von Jonathan brüskiert wird, beschließt Ripley sich zu rächen und setzt so die ganze Geschichte in Gang. Je näher sich die beiden Männer kommen, umso stärker schätzen sie die Qualitäten des anderen. Langsam nähern sich die beiden einander an, sie machen sich gegenseitig kleine Geschenke und stehen sich schließlich in der Auseinandersetzung mit den Mafia-Gangstern gegenseitig bei. „Wenders beschreibt […] Männerbeziehungen mit einer faszinierenden Mischung aus ‚coolem‘ Understatement und unterschwelliger Homoerotik.“ (Wolfgang Limmer)

### Film- und amerikanische Kultur
Der amerikanische Freund steckt voller Verweise zum Medium Film und seinen kinematografischen Vorläufern. So besetzte Wenders viele der Gangsterrollen mit Regisseuren wie Nicholas Ray, Peter Lilienthal und Samuel Fuller „weil das die einzigen richtigen Gauner sind, die ich kenne, und die einzigen, die über Leben und Tod ähnlich lässig verfügen wie die Mafia“. Dazu widmete er den Film im Vorspann Henri Langlois, dem Gründer der Cinémathèque Française. In dem Amerikanischen Krankenhaus in Paris, in dem sich Zimmermann untersuchen lässt, starb, wie von Minot erwähnt, der Schauspieler Jean Gabin. Zimmermanns Flucht durch die Métro-Station, den Schauplatz des ersten Mordes, sieht man als von Überwachungskameras übertragene Aufnahmen. In seinem Laden führt Zimmermann Ripley ein Spielzeug vor, das die Illusion bewegter Bilder erzeugt, und sein Sohn spielt in verschiedenen Szenen mit einem Zoetrop und einem Malteserkreuzgetriebe. Wenders drehte auch mehrere Szenen, die Marianne bei ihrer Arbeit als Synchronsprecherin zeigen, verwendete diese aber nicht in der Endfassung.
Neben Reminiszenzen an Nicholas Ray und Alfred Hitchcock entdeckte Hans C. Blumenberg auch Parallelen zu Martin Scorseses Taxi Driver. In einer Einstellung, in der Tom Ripley am Steuer eines Wagens sitzt und seine auf Kassette aufgenommenen Tagebuchaufzeichnungen abhört, ähnelt er dem in seinem Taxi sitzenden Protagonisten Travis Bickle aus Scorseses Film. Beide Figuren, Ripley und Bickle, führen exakt datierte Tagebücher, in denen sie ihre Entfremdung festhalten: „I know less and less about who I am“ („Ich weiß immer weniger, wer ich bin“), spricht Ripley zu Beginn von Der amerikanische Freund in sein Aufnahmegerät; „I'm God’s lonely man“ („Ich bin Gottes einsamer Mann“), kommentiert Bickle seine Situation.
Durch „amerikanische Ikonen“ wie den Ford Thunderbird, die Jukebox, den Poolbillardtisch, den Coca-Cola-Automaten und den Stetson, mit denen Tom Ripley den Raum um sich herum füllt, dokumentierte Wenders „die Auswirkung der amerikanischen Kultur auf die europäische“ (Sensesofcinema.com).

### Malerei und Farbgestaltung
Ein weiteres sich durch den Film ziehendes Motiv war für Wenders das der Bilder bzw. der Malerei: Bilder werden gemalt, gefälscht und gerahmt. Der Arbeitstitel von Der amerikanische Freund lautete „Framed“ (der sowohl mit „gerahmt“ als auch mit „betrogen“ übersetzt werden kann). Dieser wurde später fallen gelassen. Weitere Verweise auf die Malerei gibt es in den Dialogen – so bezeichnet Ripley Derwatt als „Master Titian“ (deutsch „Meister Tizian“) – und in diversen zu sehenden Gemäldereproduktionen, z. B. Vermeers Das Mädchen mit dem Perlenohrgehänge in der Praxis des Pariser Arztes.
Neben gedämpften Farben wie in Zimmermanns Atelier und Zuhause setzte Wenders in vielen Szenen auf die Wirkung von dominanten Grundfarben, etwa das Grün in Ripleys Billardzimmer, das Blau in den Bildern Derwatts oder der Farbe Rot. „Dieses Rot, dunkel leuchtend, schillernd und ganz und gar künstlich, eine synthetische Kinofarbe […] erinnert an das Rot in den Filmen von Nicholas Ray: ‚Johnny Guitar‘, ‚Rebel without a Cause‘, ‚Party Girl‘.“ (Hans C. Blumenberg) In einem Interview gab Wenders an, dass er und Kameramann Robby Müller sich bei der Entwicklung der Farbdramaturgie des Films unter anderem an den Bildern von Edward Hopper orientiert hatten.

### Musik
Jürgen Kniepers „wunderbar reiche Hitchcock-Musik“ (Hans C. Blumenberg) zitiert aus mindestens zwei von Bernard Herrmann für Alfred Hitchcock komponierten Filmmusiken: Das Streichermotiv aus Kniepers Titelmusik ähnelt dem u. a. im Vorspann hörbaren Motiv in Psycho, die Stücke Hamburg und Der Bluttest den Kompositionen Carlotta’s Portrait und The Forest in Herrmanns Musik zu Vertigo – Aus dem Reich der Toten. Letzterer stellt ebenfalls eine Variante des in Der amerikanische Freund vorherrschenden Themas der Täuschung bzw. Fälschung dar: Eine junge Frau schlüpft in die Rolle einer Millionenerbin und täuscht deren Selbstmord vor, um ein Verbrechen zu vertuschen.
In der 32. Minute des Films summt der Bilderrahmer Zimmermann zu den ihn erdrückenden Gedanken und Sorgen Too Much on my Mind, einen Song der Kinks (Komponist: Ray Davies), der auf ihrem Album Face to Face aus dem Jahre 1966 zu hören ist.

### Filmfehler
Ein Schalldämpfer an dem gezeigten S&W-Revolver ist sinnlos, da das Knallgeräusch durch den Trommelspalt entweichen kann und so eine Lautstärkereduzierung so gut wie nicht stattfindet.

## Nachwirkung
Der amerikanische Freund war Wenders’ bis dahin kommerziell erfolgreichster Film und weckte Francis Ford Coppolas Interesse an einem gemeinsamen Projekt mit dem Regisseur. Wenders drehte Hammett für Coppola, der 1982 in die Kinos kam.
2002 wurde das Buch unter dem Titel Ripley’s Game erneut verfilmt. Regie führte Liliana Cavani, John Malkovich spielte den Tom Ripley.

## Kritiken
„Verfilmung eines Kriminalromans von Patricia Highsmith, die sich mehr an den Verhaltensweisen der Personen orientiert als an den äußerlichen Attributen eines Krimis. Wenders' Beschreibung subjektiver Realitätserfahrung gehört zu den besten Leistungen des deutschen Films der 70er Jahre: Verweise auf das amerikanische Action-Kino verbinden sich mit einem hohen Maß an handwerklicher Sorgfalt und filmischem Können.“

„Etwas Totes, Seelenloses geht von diesen Figuren aus, Menschen, die ihre Eigenschaften wie Kostüme tragen.
In Wenders’ Kinowelt haben Leidenschaften keinen Platz und Gefühle nur, insoweit sie Einsamkeit heißen. In dieser Welt kann er seine eigenen, ganz persönlichen Geschichten erzählen. Alle anderen jedoch, so scheint es, erfrieren darin.“

„Die große Faszination dieses Films hat direkt mit seiner Vielschichtigkeit zu tun. Man kann ihn als pessimistischen Kommentar zur nachrevolutionären Bewußtseinskrise der späten siebziger Jahre verstehen, aber auch als brillanten Kriminalfilm, man kann ihn als urbanen Alptraum von der Zerstörung der Städte bewundern, aber man kann ihn auch als poetische Ballade einer Freundschaft lieben. Sein Reichtum, der nicht ohne Gefahren ist, erlaubt bei jedem Sehen neue Abenteuer, neue Entdeckungen.“

## Auszeichnungen (Auswahl)
Der amerikanische Freund erhielt 1978 den Bundesfilmpreis in Gold für die Beste Regie und den Besten Schnitt und das Filmband in Silber (300.000 DM Preisgeld).
1977 wurde der Film vom National Board of Review als bester fremdsprachiger Film nominiert. 1978 erhielt der Film eine Nominierung für den César als Bester ausländischer Film.
1979 erhielt Bruno Ganz für seine darstellerische Leistung den katalanischen „Sant Jordi Award“.